# Lebeckia longipes
Lebeckia longipes är en ärtväxtart som beskrevs av Harry Bolus. Lebeckia longipes ingår i släktet Lebeckia och familjen ärtväxter. Inga underarter finns listade i Catalogue of Life.

## Bildgalleri